# Ladenbergia pittieri
Ladenbergia pittieri är en måreväxtart som beskrevs av Paul Carpenter Standley. Ladenbergia pittieri ingår i släktet Ladenbergia och familjen måreväxter. Inga underarter finns listade i Catalogue of Life.